# Anatolij Byszowiec
Anatolij Fiodorowicz Byszowiec (ros. Анатолий Фёдорович Бышовец, ukr. Анатолій Федорович Бишовець, Anatolij Fedorowycz Byszowec; ur. 23 kwietnia 1946 w Kijowie, Ukraińska SRR) – rosyjski piłkarz pochodzenia ukraińskiego, grający na pozycji napastnika, trener piłkarski. Jako selekcjoner doprowadził reprezentację Związku Radzieckiego do złotego medalu na Igrzyskach Olimpijskich w 1988. Był również trenerem reprezentacji narodowych Rosji i Korei Południowej. Przyjął obywatelstwo rosyjskie.

## Kariera piłkarska

### Kariera klubowa
Przez całą piłkarską karierę związany był z Dynamem Kijów, w którym występował w latach 1963–1973. Z tym klubem wielokrotnie sięgnął po największe sukcesy.

### Kariera reprezentacyjna
W reprezentacji ZSRR zaliczył 39 spotkań, w których strzelił 15 bramek. Zadebiutował 16 października 1966 w meczu z Turcją. Jako podstawowy zawodnik Sbornej wystąpił na Euro 1968 (IV miejsce) i Mundialu 1970 (ćwierćfinał). Ostatni występ w drużynie radzieckiej zaliczył 6 lipca 1972 w meczu przeciwko Portugalii.

## Kariera trenerska
Po zakończeniu kariery w 1973, Byszowiec pracował w szkółce piłkarskiej Dynama Kijów, a od 1982 w radzieckiej Federacji Piłki Nożnej jako opiekun reprezentacji juniorów. W 1986 objął funkcję szkoleniowca reprezentacji olimpijskiej, z którą w 1988 sięgnął po złoto na Igrzyskach w Seulu. Jego podopiecznymi w zwycięskiej drużynie byli m.in. Dmitrij Charin, Aleksiej Michajliczenko i Igor Dobrowolski.
Następnie trenował Dinamo Moskwa, AEL Limassol, Zenit Petersburg, Szachtar Donieck, CS Marítimo i Tom Tomsk. Był również konsultantem w Anży Machaczkała, wiceprezydentem FK Chimki (2003–2004) i dyrektorem sportowym Heart of Midlothian F.C.
Od 1990 prowadził zespół reprezentacyjny Związku Radzieckiego, z którym awansował do turnieju finałowego Mistrzostw Europy w 1992 (na którym drużyna radziecka wystąpiła pod nazwą reprezentacji Wspólnoty Niepodległych Państw). Z Euro 1992 Sborna odpadła po rundzie grupowej kończąc w ten sposób historię radzieckiego futbolu reprezentacyjnego. Byszowiec prowadził również drużynę narodową Korei Południowej, a od lipca 1998 reprezentację Rosji. Po nieudanym starcie eliminacji Mistrzostw Europy (3 porażki z rzędu) został w grudniu tego samego roku zastąpiony przez Olega Romancewa.
Pod koniec 2006 objął funkcję pierwszego trenera w Lokomotiwie Moskwa, jednak po niepowodzeniach w lidze został rok później zwolniony.

## Sukcesy i odznaczenia

### Sukcesy klubowe
- mistrz ZSRR: 1966, 1967, 1968, 1971
- wicemistrz ZSRR: 1965, 1969, 1972, 1973
- zdobywca Pucharu ZSRR: 1964, 1966

### Sukcesy reprezentacyjne
- 4. miejsce w Mistrzostwach Europy: 1968
- ćwierćfinalista Mistrzostw Świata: 1970

### Sukcesy trenerskie
- złoty medalista Igrzysk Olimpijskich: 1988

### Sukcesy indywidualne
- 6-krotnie wybrany do listy 33 najlepszych piłkarzy ZSRR: 1966 (nr 1), 1967 (nr 2), 1968 (nr 3), 1969 (nr 1), 1970 (nr 3), 1971 (nr 1).

### Odznaczenia
- nagrodzony tytułem Mistrza Sportu ZSRR: 1966
- nagrodzony tytułem Mistrza Sportu Klasy Międzynarodowej: 1987
- nagrodzony tytułem Zasłużonego Mistrza Sportu ZSRR: 1991
- nagrodzony tytułem Zasłużonego Trenera ZSRR: 1988
- nagrodzony tytułem Zasłużonego Trenera Ukrainy